# IC 898
IC 898 ist eine elliptische Galaxie vom Hubble-Typ S im Sternbild Jungfrau auf der Ekliptik. Sie ist schätzungsweise 590 Millionen Lichtjahre von der Milchstraße entfernt und hat einen Durchmesser von etwa 100.000 Lichtjahren.

Im selben Himmelsareal befinden sich u. a. die Galaxien NGC 5221, NGC 5222, NGC 5230, IC 901.
Das Objekt wurde am 24. Mai 1892 vom französischen Astronomen Stéphane Javelle entdeckt.